# Geoffroy Ier de Lusignan (seigneur de Vouvant)
Pour les articles homonymes, voir Geoffroy de Lusignan.
Geoffroy Ier de Lusignan, né avant 1150 et décédé en 1216, est seigneur de Vouvant (1169-1216), de Soubise (av. 1171-1216), comte de Jaffa et d'Ascalon (1191-1192). Il devient par la suite seigneur de Mervent et de Moncontour (av. 1200-1216) par sa seconde épouse, Eustachie Chabot (av. 1184-av. 1215).
La carrière de Geoffroy de Lusignan est marquée par les nombreux soulèvements auxquels il prend part en Poitou contre le pouvoir Plantagenêt,. Reconnu pour ses qualités guerrières, et sa personnalité, sa réputation va s'amplifier lorsqu'il se rend en Orient pour soutenir son frère Guy afin de consolider son maintien sur le trône de Jérusalem. Lors du siège d'Acre (1189-1191), Geoffroy se distingue par des actes de bravoure qui lui valent le respect de ses pairs. Ses nombreux exploits militaires lui confèrent une réputation exceptionnelle, le faisant passer d'un statut à celui de héros admiré au sein de l'armée franque et apportent un immense prestige à l'ensemble du groupe familial.

## Biographie

### Famille
Geoffroy Ier de Lusignan est le fils de Hugues VIII de Lusignan (v. 1097-ap. 1171), seigneur de Lusignan et de Bourgogne de Rancon (av. 1112-ap. 1169), dame de Vouvant et de Civray.
Au centre d'un puissant réseau familial, Geoffroy est le frère aîné des rois de Chypre et de Jérusalem, Aimery II (1152-1205) et Guy de Lusignan (av. 1153-1194) et l'oncle d'Hugues IX le Brun (av. 1151-1219), comte de la Marche et de Raoul Ier d'Exoudun (av. 1169-1219), comte d'Eu. Il est par sa mère, Bourgogne, apparenté aux seigneurs de Taillebourg.
Son mariage avec Humberge de Limoges (♰ av. 1195) fait de Geoffroy le beau-frère de Guy V (♰ 1230) vicomte de Limoges, d'Aimery V (♰ 1170) vicomte de Rochechouart, puis d'Hélie VII (v. 1155-av. 1211) comte de Périgord, et d'Ebles V (v. 1171-1236) vicomte de Ventadour, époux de Marie de Limoges,,.
En 1234, des années après sa mort, il est surnommé Geoffroy le Prud'homme par son fils Geoffroy II de Lusignan,.

#### Homonyme
Geoffroy Ier est très souvent confondu avec son fils Geoffroy II de Lusignan (v. 1195-1247/48), dans l'histoire et dans les romans. Il ne doit pas être également confondu avec Geoffroy Ier de Lusignan (v. 1223-1274), seigneur de Jarnac, et son fils Geoffroy II dit le Jeune (v. 1268-nov. 1306).

#### Anthroponyme
Geoffroy porte le prénom de son grand-père maternel : Geoffroy III de Rancon (♰ 1153), seigneur de Taillebourg, Benet, Civray, Marcillac et Vouvant, croisé, gouverneur d'Aquitaine au début du règne de la duchesse Aliénor.

#### Sous-lignage
Geoffroy est le fondateur du sous-lignage, de Vouvant de la maison de Lusignan.

### Revendication du comté de la Marche
En 1177 le comte de la marche, Audebert IV, sans héritier direct, vend le comté à Henri II Plantagenêt et part en pèlerinage à Jérusalem. Le solde de la vente s'établit à 5 000 marcs d'argent. Geoffroy et ses frères revendiquent publiquement le droit de retrait lignager au nom de leur aïeule, Almodis de la Marche,,.

### Troisième croisade
En juillet 1190, Geoffroy Ier de Lusignan part pour la troisième croisade sur ordre du roi d'Angleterre, Richard Cœur de Lion, qui souhaite éviter de nouvelles rébellions de ce seigneur poitevin.
En juin 1191, devant Acre, Geoffroy insulte et défie publiquement Conrad de Montferrat au cours du parlement général réuni pour trancher le conflit qui l'oppose à son frère Guy de Lusignan.
Les Lusignan s'illustrent lors cette croisade : tandis que son frère Guy de Lusignan devient roi de Jérusalem (1186-1192), Geoffroy Ier reçoit le 28 juillet 1191 à Acre les comtés de Jaffa et d'Ascalon.

### Décès
En 1215, Geoffroy Ier donne des biens à l'abbaye de Fontevraud pour « le salut de [son] âme ». Son décès est enregistré en 1216 selon la Chronique de Bernard Itier,.

## Mariages et descendance

### Humberge de Limoges
Geoffroy épouse en premières noces Humberge de Limoges (1160/1180-av. 1195), fille d'Adémar V (♰ 1199), vicomte de Limoges et de Sarra de Cornouailles. Humberge est l'arrière petite-fille, par sa mère, d'Henri Ier Beauclerc, roi d'Angleterre.

### Postérité
Le couple a :
- Hugues de Lusignan (av. 1185-ap. 1215)[6],[33]. Par sa mère Humberge, Hugues est l'un des descendants du célèbre Guillaume le Conquérant. Sans union et descendance connue.

Sans certitude :
- Valence de Lusignan (av. 1187-ap. 1225), épouse Hugues du Puy-du-Fou (av. 1170-ap. 1225) ; sans descendance connue.

Cette fille, prénommée Valence, est liée à Geoffroy Ier de Lusignan par une seule source totalement inventée à l'initiative de René du Puy-du-Fou au XVIIe siècle,,,. Aucune source primaire n'atteste donc que Geoffroy Ier, seigneur de Vouvant, ait eu une fille prénommée Valence mariée avec un certain Hugues du Puy-du-Fou.

### Eustachie Chabot
Eustachie Chabot (av. 1184-av. 1215) est la fille de Thibaut II Chabot (v.1110-1180), seigneur de Moncontour, du Petit-château de Vouvant, d'Oulmes, et de Marguerite Loubet (♰ ap. 1180). Elle est la sœur de Thibaut III Chabot (v. 1130-ap. 1206), seigneur du Petit-château de Vouvant, Rocheservière, Ouïmes, la Chabocière, guerrier émérite, commandant des troupes du comte de Poitou, Richard Cœur de Lion, en 1175,. Eustachie est la nièce de l'évêque de Limoges, Sebrand Chabot (♰ 1197). 
Geoffroy Ier de Lusignan épouse, en secondes noces, Eustachie Chabot avant le 4 mai 1200. Elle apporte en dot les châteaux de Moncontour et de Mouchamps. 

### Postérité
Eustachie et Geoffroy ont trois fils connus :
- Geoffroy II de Lusignan (v. 1195-1247/48), seigneur de Vouvant, de Mervent, de Moncontour, de Fontenay et vicomte de Châtellerault par mariage avec Clémence de Châtellerault (av. 1204-1239) ; sans postérité. Il est surnommé Geoffroy à la Grand Dent à partir du XVIe siècle sous l'influence du généalogiste Étienne de Lusignan. Il a, probablement hors union, trois enfants tous cités en 1247 dans son testament mais qui n'héritent pas de ses biens[46] :
  - Harpin
  - Alix
  - Bourgogne.
- Guillaume de Valence[33] (v. 1200-1230), seigneur de Mouchamps et de Soubise, épouse vers 1226 Marquise de Mauléon[47] (av. 1202-ap. 1230), fille de Savary II de Mauléon (v. 1213-1233), seigneur de Châtelaillon, Angoulins, Benon, Talmont et Fontenay, et de sa seconde épouse Amable du Bois[48]. Lors d'un conflit qui oppose son frère Geoffroy II à Pierre Mauclerc, en 1230, Guillaume de Valence est tué au combat à Mareuil avec son fils[49]. Avec son épouse Marquise, ils eurent :
  - G [uillaume] (av. 1215-1230)[50], il trouve la mort aux côtés de son père lors de la bataille de Mareuil. On peut supposer qu'il portait le même prénom que son père : "Guillaume" ;
  - Valence de Lusignan (av. 1230-ap. 1270), dame de Soubise, Vouvant, Mervent et Moncontour, épouse Hugues II Larchevêque (v. 1225-ap. 1271), seigneur de Parthenay. Elle hérite des fiefs de son oncle, Geoffroy II de Lusignan, qu'elle transmet à son mari Hugues II Larchevêque[46] ;
  - Aeline de Lusignan (av. 1230-av. 1270), épouse Barthélemy de la Haye, seigneur de la Haye et de Passavant (av. 1230-ap. 1272)[51].
- Aimery de Lusignan (av. 1202-ap. 1230) est élevé chez les vicomtes de Thouars, qui sont les cousins de son père, et possède une terre à Fontenay qui lui a été donnée par Aimery VII de Thouars (1152-1226)[52],[53]. Aimery de Lusignan est fait prisonnier à la bataille de Mareuil en 1230 avec son frère aîné Geoffroy II et libéré peu de temps après[54]. Il épouse Olive (av. 1205-ap. 1217), fille d'Aalais de Piougier[55]. Aucune postérité ne leur est connue.

## Sceau et armoiries

### Sceau [1215]

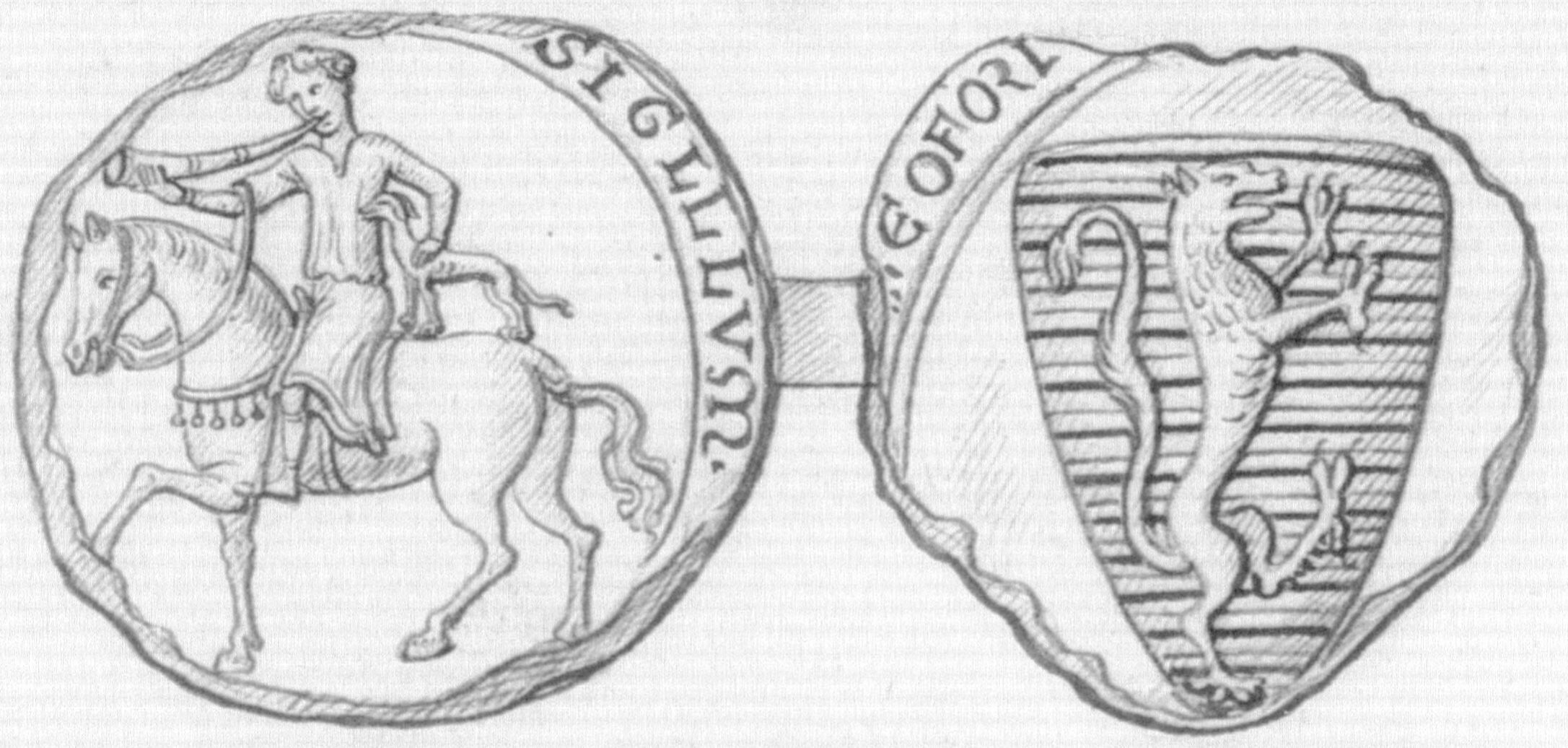
Sceau et contre-sceau de Geoffroy Ier de Lusignan

Le sceau de Geoffroy Ier de Lusignan est connu grâce à un acte daté de 1215.
Avers : Rond,.
Description : Type équestre de chasse à gauche, le cheval au pas, harnaché de grelots, le cavalier, tête nue, vêtu d'une cotte, porte les rênes sur son bras droit avec lequel il souffle dans un cor et de la gauche il tient un petit chien debout sur la croupe du cheval.
Légende : … SIGILLVM • ….
Légende transcrite : sigillum
Contre-sceau : Rond,.
Description : Écu burelé de vingt-sept pièces au lion rampant contourné brochant sur le tout.
Légende : …EOFORI …

### Armoiries [1215]
| Blason | Blasonnement : Écu d'argent à treize burelles d'azur au lion rampant de gueules contourné brochant sur le tout Commentaires : Blason de Geoffroy Ier de Lusignan, d'après l'empreinte d'un sceau de 1215 dessinée par Louis Boudan au XVIIIe siècle pour Roger de Gaignières. |

Références,

## Source d'inspiration littéraire
Geoffroy Ier est, avec son fils Geoffroy II, l'une des principales sources d'inspiration du personnage littéraire Geoffroy à la Grand Dent, le plus connu des fils de la fée Mélusine, qui apparaît à la fin du XIVe siècle dans les romans de Mélusine de Jean d'Arras et Coudrette,.

## Sources et bibliographie

### Sources sigillographiques
- chartularium monasterii Fontis-Ebraldi, in diœcesi Pictaviensi ; quod Rogerius de Gaignieres partim ex chartis, partim ex magno ejusdem abbatiæ chartulario describi curavit, Paris, BnF, Latin 5480-1, XVIIIe siècle, fo 140. [lire en ligne]